# Crassula multiceps
Crassula multiceps är en fetbladsväxtart som beskrevs av William Henry Harvey. Crassula multiceps ingår i släktet krassulor, och familjen fetbladsväxter. Inga underarter finns listade i Catalogue of Life.